# Lista okrętów Royal Navy, G
Ta sekcja listy okrętów Royal Navy zawiera wszystkie okręty Royal Navy których nazwa zaczyna się od G.
Aby zobaczyć wyłącznie listę okrętów obecnie pozostających w służbie, zobacz Lista obecnie służących okrętów Royal Navy
W wielu przypadkach nazwa była używana wielokrotnie dla wielu jednostek na przestrzeni wieków. Jeżeli tak było, to po kliknięciu na nazwę powinno się wyświetlić hasło zawierające spis wszystkich jednostek noszących taką nazwę.
- „G1”
- „G2”
- „G3”
- „G4”
- „G5”
- „G6”
- „G7"
- „G8”
- „G9”
- „G10”
- „G11”
- „G12”
- „G13”
- „G14”
- „G15”
- „Gabbard”
- „Gabriel”
- „Gabriel Harfleur”
- „Gabriel Royal”
- „Gaddesdon”
- „Gadfly”
- „Gadwell”
- „Gael”
- „Gaiete”
- „Gaillarda”
- „Gainsborough”
- „Gala”
- „Galatea”
- „Galathee”
- „Galgo”
- „Galicia”
- „Gallant”
- „Gallarita”
- „Gallion”
- „Galliot”
- „Galt”
- „Galteemore”
- „Gambia”
- „Gamston”
- „Gananoque”
- „Ganga”
- „Ganges”
- „Gannet”
- „Ganymede”
- „Gardenia”
- „Gardiner”
- „Garland”
- „Garlies”
- „Garnet”
- „Garry”
- „Garth”
- „Gascoyne”
- „Gaspee”
- „Gatineau”
- „Gatwick”
- „Gauntlet”
- „Gavinton”
- „Gavotte”
- „Gawler”
- „Gayundah”
- „Gazelle”
- „Geelong”
- „Gelykneid”
- „General Abercrombie”
- „General Craufurd”(inne języki)
- „General Grant”
- „General Monk”
- „General Platt”
- „General Wolfe”
- „Genereux”
- „Genista”
- „Genoa”
- „Gentian”
- „Gentille”
- „George”
- „George III”
- „Georgeham”
- „Georgetown”
- „Georgiana”
- „Geraldton”
- „Geranium”
- „Germaine”
- „Germoon Prize”
- „Gerrans Bay”
- „Geyser”
- „Ghurka”
- „Gibraltar”
- „Gibraltar Prize”
- „Gier”
- „Giffard”
- „Gifford”
- „Gift”
- „Gift Minor”
- „Giles”
- „Gilia”
- „Gilliflower”
- „Gipsy”
- „Girdle Ness”
- „Gironde”
- „Glace Bay”
- „Gladiator”
- „Gladiolus”
- „Gladstone”
- „Glaisdale”
- „Glamorgan”
- „Glasgow”
- „Glasserton”
- „Glassford”
- „Glatton”
- „Gleaner”
- „Glenarm”
- „Glenearn”
- „Glenelg”
- „Glengyle”
- „Glenmore”
- „Glenroy”
- „Glentham”
- „Globe”
- „Gloire”
- „Glommen”
- „Glorieux”
- „Gloriosa”
- „Glorioso”
- „Glorious”
- „Glory”
- „Glory Iv”
- „Gloucester”
- „Glowworm”
- „Gloxinia”(inne języki)
- „Gluckstadt”
- „Gnat”
- „Goathland”
- „Godavari”
- „Goderich”
- „Godetia”
- „Goelan”
- „Gold Coast”
- „Golden Falcon”
- „Golden Fleece”
- „Golden Hind”
- „Golden Horse”
- „Golden Lion”
- „Golden Rose”
- „Goldfinch”
- „Goliath”
- „Gomati”
- „Gondwana”
- „Good Fortune”
- „Good Hope”
- „Good Intent”
- „Good Will”
- „Goodall”
- „Goodson”
- „Goodwin”
- „Goodwood”
- „Goole”
- „Goose Bay”
- „Gordon”
- „Gore”
- „Goree”
- „Gorey Castle”
- „Gorgon”
- „Gorleston”
- „Goshawk”
- „Gosport”
- „Gossamer”
- „Goulburn”
- „Gould”
- „Gozo”
- „Grace”
- „Grace Dieu”
- „Grace of God”
- „Grafton”
- „Gramont”
- „Grampian”
- „Grampus”
- „Grana”
- „Granby”
- „Grand Turk”
- „Grandmere”
- „Grandmistress”
- „Granicus”
- „Grantham”
- „Graph”
- „Grappler”
- „Grass Snake”
- „Grasshopper”
- „Gravelines”
- „Grayfly”
- „Grays”
- „Great Barbara”
- „Great Bark”
- „Great Elizabeth”
- „Great Galley”
- „Great Harry”
- „Great Nicholas”
- „Great Pinnace”
- „Great Zabra”
- „Greatford”
- „Grecian”
- „Green Linnet”
- „Greenfish”
- „Greenfly”
- „Greenock”
- „Greenwich”
- „Greetham”
- „Grenada”
- „Grenade”
- „Grenado”
- „Grenville”
- „Gretna”
- „Grey Fox”
- „Grey Wolf”
- „Greyhond”
- „Greyhound”
- „Griffin”
- „Griffon”
- „Grille”
- „Grimsby”
- „Grindall”
- „Grinder”
- „Griper”
- „Grisle”
- „Grou”
- „Grouper”
- „Grove”
- „Growler”
- „Guachapin”
- „Guadeloupe”
- „Guardian”
- „Guardland”
- „Guelderland”
- „Guelph”
- „Guepe”
- „Guernsey”
- „Guerriere”
- „Guilder De Ruyter”
- „Guildford”
- „Guildford Castle”
- „Guillemot”
- „Guinea”
- „Guinevere”
- „Gull”
- „Gulnare”
- „Gurkha”
- „Guysborough”
- „Gympie”
- „Gypsy”